# Deinopa nigricollis
Deinopa nigricollis là một loài bướm đêm trong họ Erebidae.